# Schuttersfeest

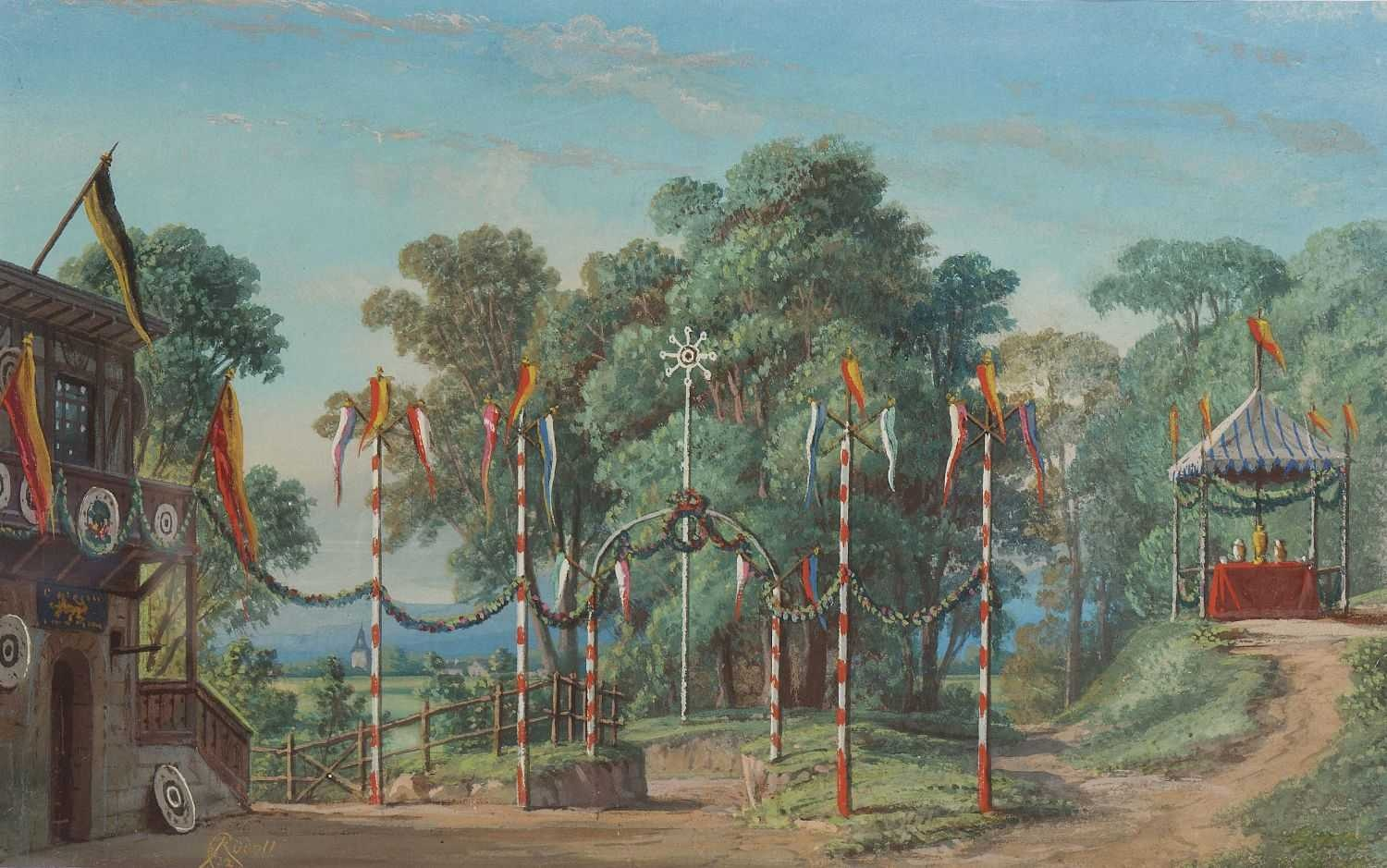
Carl Rüdell Schützenfestplatz

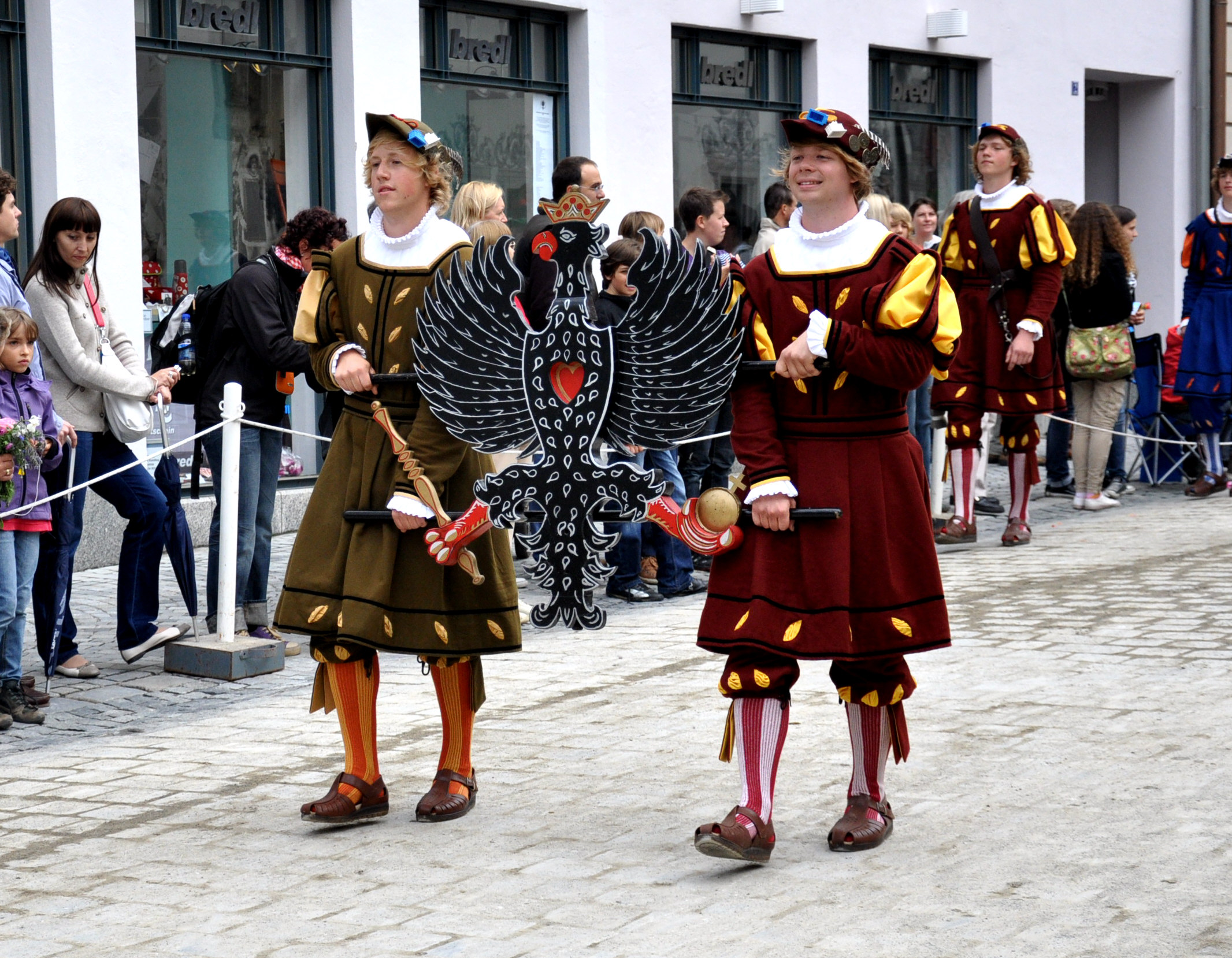
Historische kledij tijdens een schuttersoptocht

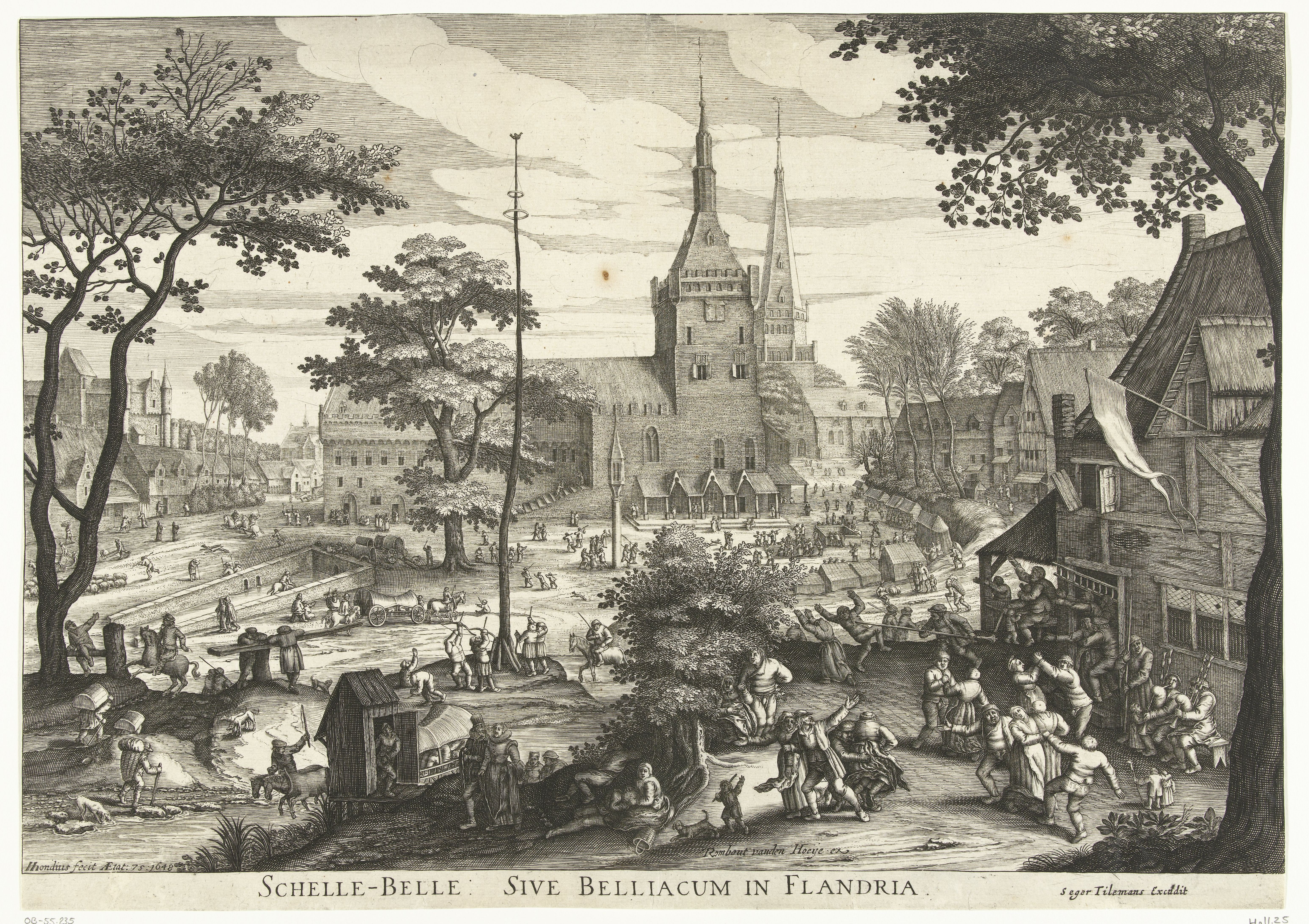
Kermis in Belle met vogelschieten (1648)

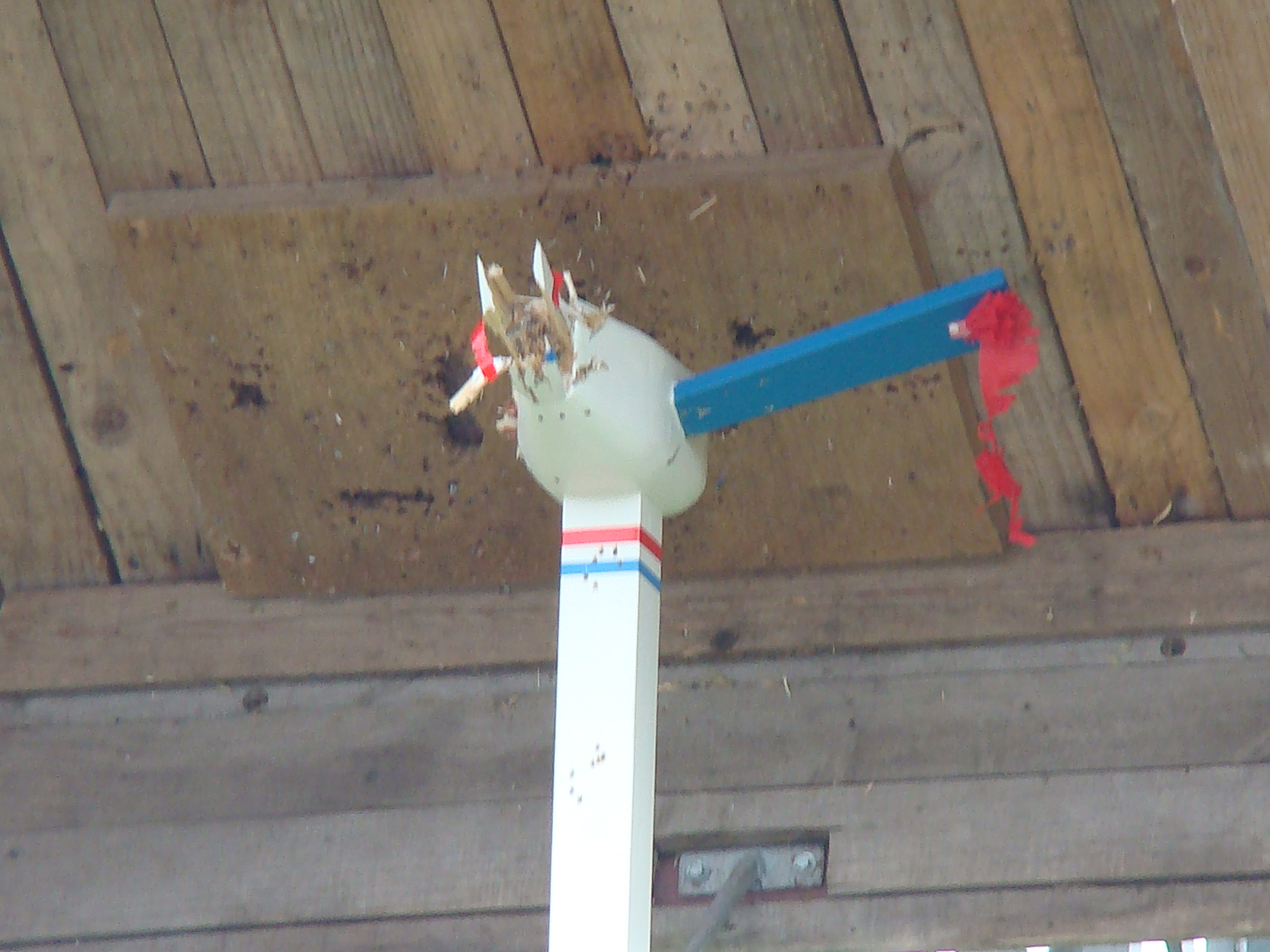
Een bijna voltooide beschieting op de houten "vogel"

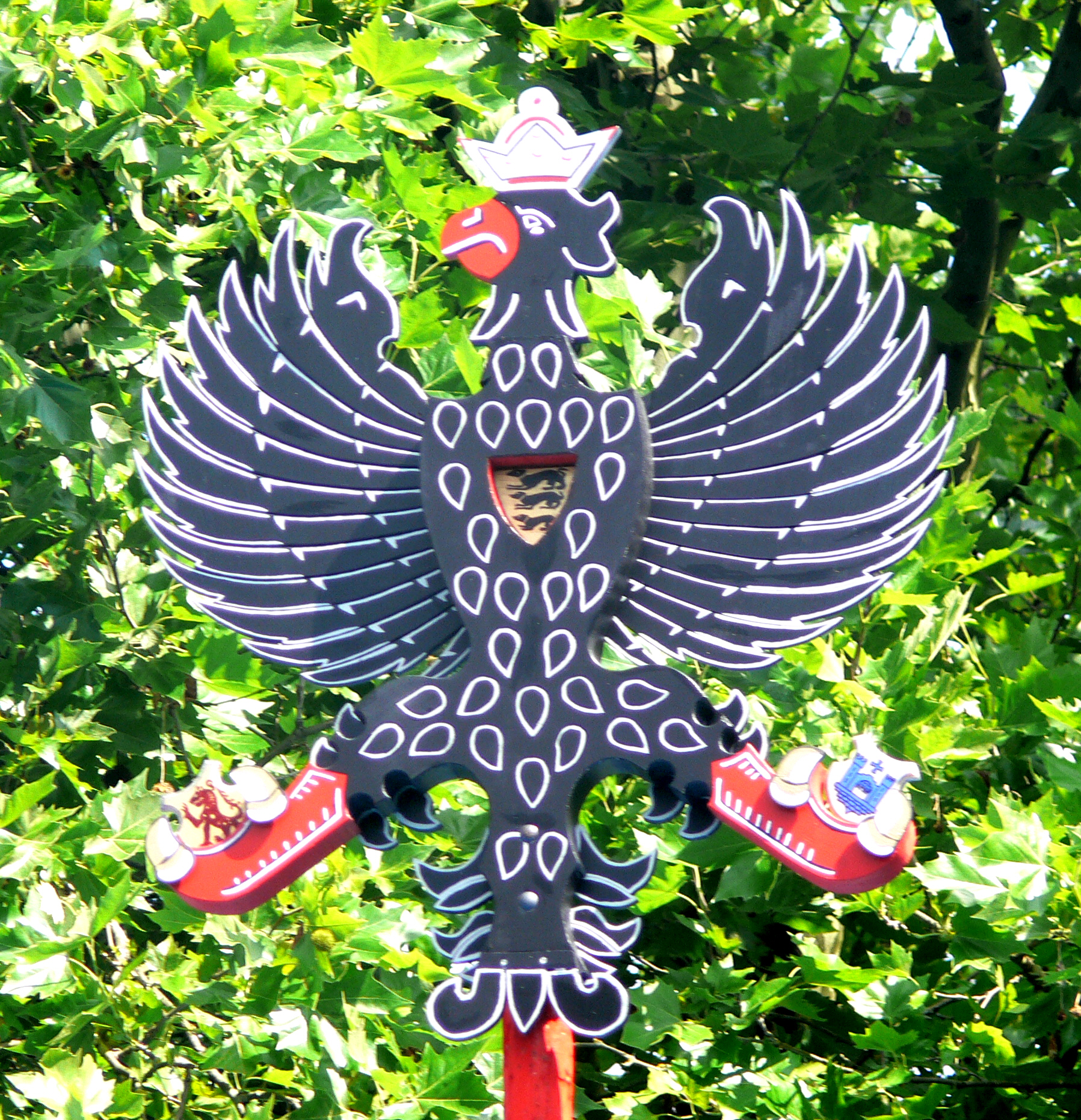
Wappenadler, Ravensburg, 2010

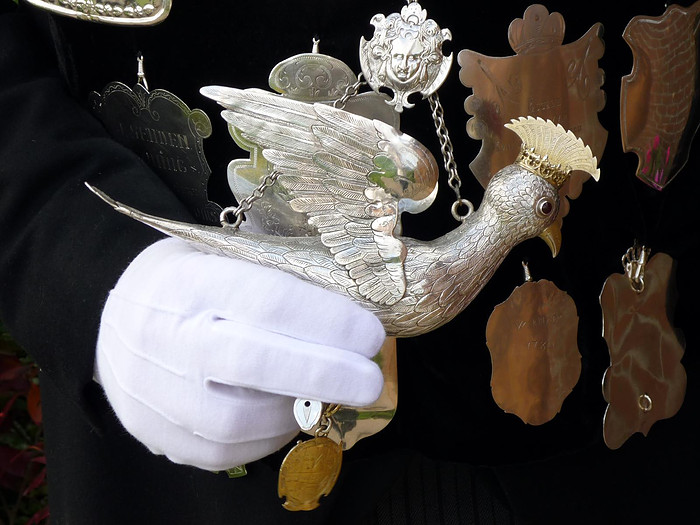
Zilveren koningsvogel (Mheer, 1617)

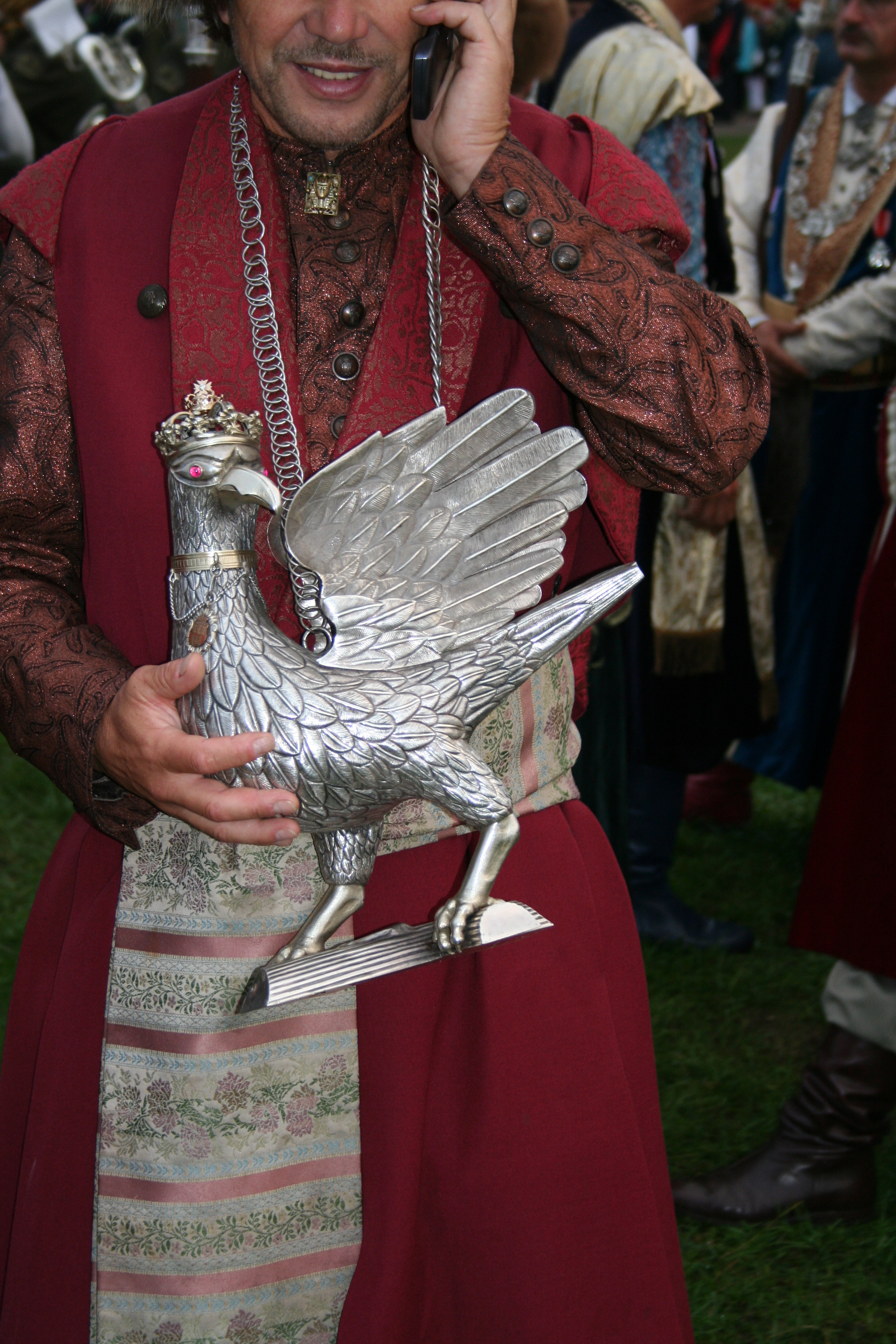
Poolse zilveren koningsvogel

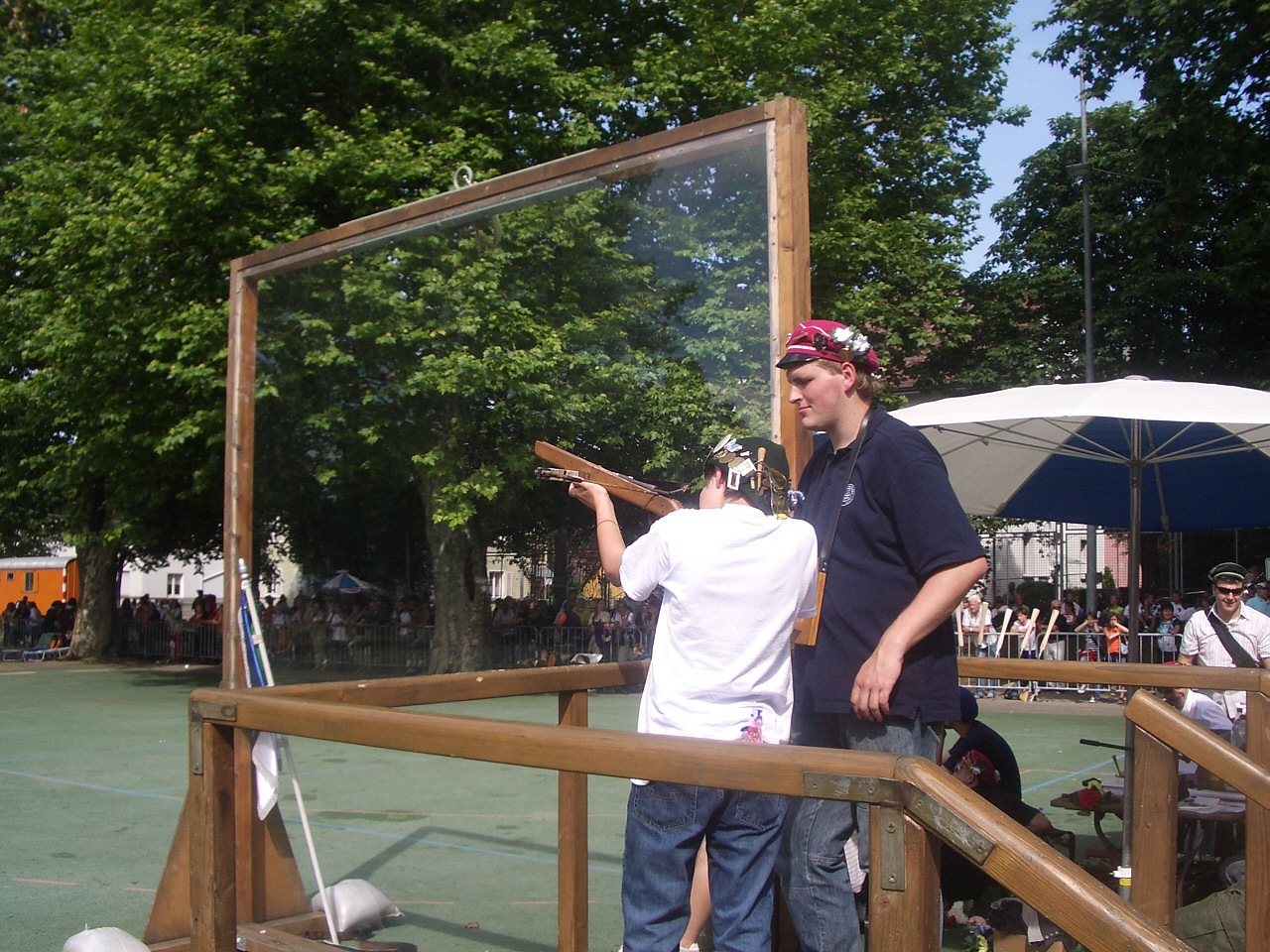
Ook jongelui kunnen deelnemen

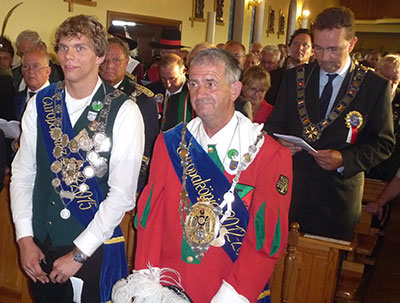
Europees Koning (r) en Prins (l) 2012

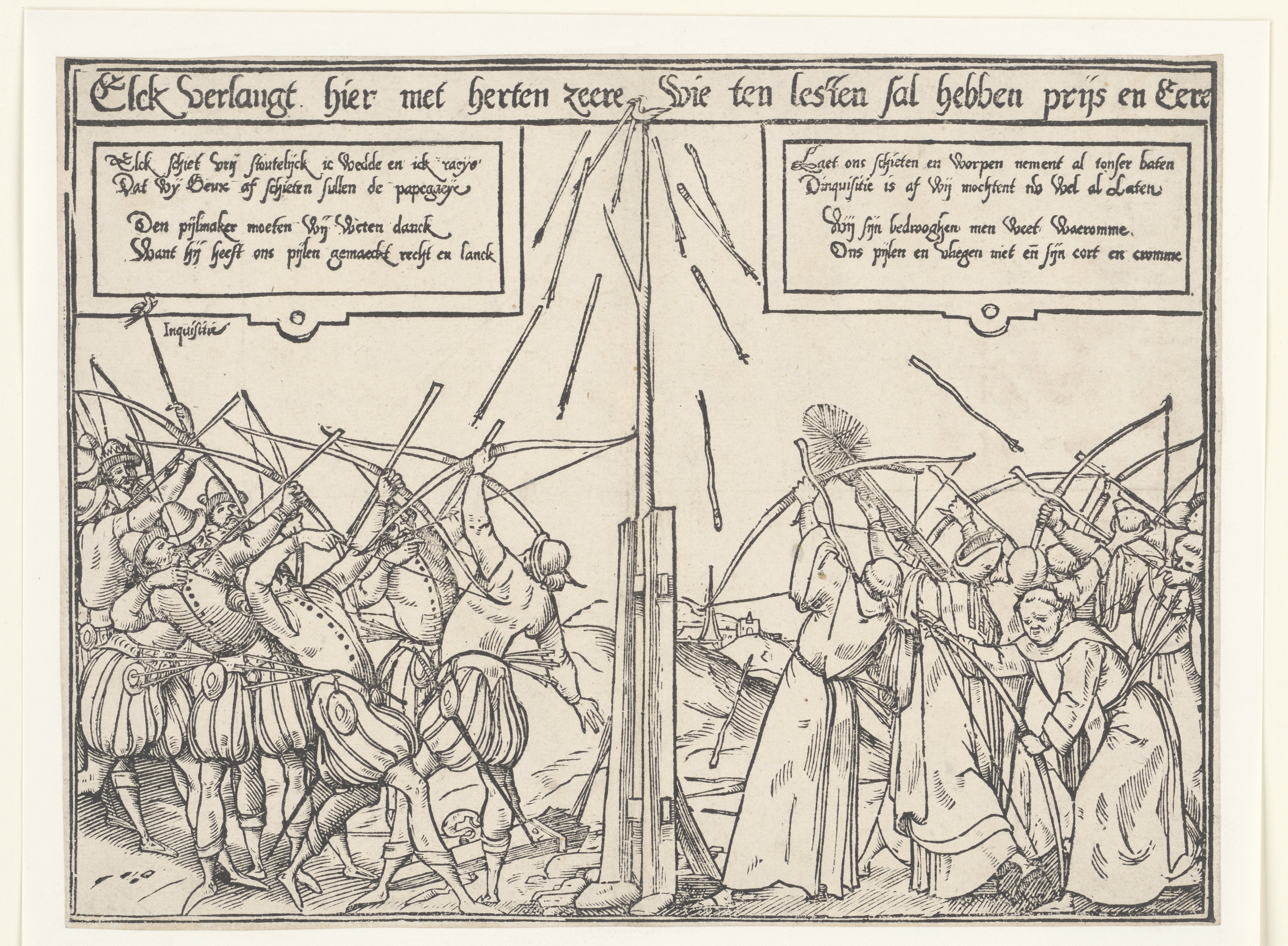
Papegaaischieten, 1566

Een schuttersfeest of gildefeest is een jaarlijks terugkerend feestelijk volksvermaak van een plaatselijke schutterij of schuttersgilde. Andere namen hiervoor
zijn koningsschieten, vogelschieten of papegaaischieten. Het is een oud gebruik dat voorkomt in grote delen van Europa.

## Namen
Het fenomeen is wijdverbreid en wordt overal anders gevierd. In de loop der jaren zijn verschillende aspecten toegevoegd of verdwenen. Ook de naam verschilt per regio. De term "vogelschieten" duidt op het object waarop geschoten wordt. "Papegaaischieten" verwijst naar een specifieke en exotische vogel, dit is een historische variant. "Koningsschieten" verwijst naar de winnaar die koning (van de schutterij) genoemd wordt.

## Vogelschieten
Een houten vogel ('papegaai') wordt boven op een hoge paal of boom (schiet- of schutsboom) geplaatst. De bedoeling is dat deze vogel eraf wordt geschoten. Dit kan met een handboog, een kruisboog, een windbuks of een vuurwapen gebeuren.
Over de oorsprong is niet veel bekend. Het kan gaan om een gecultiveerde vorm van een jachtwedstrijd. Volgens anderen zou het om een vruchtbaarheidssymbool gaan. Dat het vogelschieten van oorsprong in het voorjaar plaatsvindt (vaak Hemelvaart of Pinksteren), zou hier ook mee te maken hebben. Dat de Heilige Geest ook vaak als vogel wordt afgebeeld, wordt volgens sommigen hier ook mee in verband gebracht.

## Schietwedstrijd
Hoe de wedstrijd precies verloopt, verschilt per regio en per plaats. Vroeger was het gebruikelijk dat iedere deelnemer zijn eigen wapen gebruikte en men dus allemaal tegelijk schoot. Tegenwoordig wordt vaker om beurten geschoten.
De volgorde van de schietwedstrijd is meestal afhankelijk van functies, rangen en het aantal jaren van lidmaatschap. Na de aftredend koning volgt vaak de "overheid"; dit is het bestuur en/of de officieren (vroeger was dit hetzelfde: kapitein, luitenant en vaandrig vormden het 'dagelijks bestuur'). In sommige gevallen wordt de volgorde door loting bepaald en kan elke ronde verschillen. Ook komt het voor dat elke schietbeurt gekocht moet worden en kan men ook voor iemand anders schieten / een schietbeurt kopen. Maar hoeveel loten of schoten men heeft, welk systeem of volgorde gehanteerd wordt, hoe goed men ook kan schieten, het lot bepaalt in de meeste gevallen wie de winnaar zal zijn.

### Ceremonie
Ook de ceremonie vooraf verschilt enorm. De aftredende koning wordt ontdaan van zijn versierselen, het koningszilver en een eventuele kroon. Vaak zijn hoogwaardigheidsbekleders (vertegenwoordigers van kerkelijke en wereldlijke overheid) aanwezig en zij schieten ereschoten vooraf. Op het afschieten van kop, staart en vleugels staat soms een aparte prijs.

### Winnaar
De wedstrijd wint men door het laatste restje hout van de vogel af te schieten. Hier is enige kunde voor nodig, maar vooral een portie geluk, om net op tijd aan de beurt te zijn.

## Koningsschieten
De winnaar van de schutterswedstrijd wordt de (schutters-) koning genoemd. Hij wordt geëerd nadat hij gewonnen heeft; dit gaat ook weer met veel ceremonieel gepaard. In veel gevallen mag hij het schutterszilver dragen. Elke koning laat een zilveren schild maken, waarop zijn naam, de naam van schutterij / -gilde en het jaar van zijn koningschap staan. Meestal wordt in het ontwerp iets persoonlijks toegevoegd, zoals een afbeelding of term die verwijst naar het beroep, familienaam of de functie binnen de schutterij. In de loop der jaren zijn dus vele schilden gemaakt en die worden gedragen door de huidige koning.
De precieze rechten en plichten verschillen ook. In het ene geval zijn er nauwelijks voorrechten en verplichtingen, in andere gevallen zijn dit er veel. Zo moeten sommige koningen een eed van trouw afleggen en worden automatisch bestuurslid (voor dat jaar of blijvend).

### Zilveren vogel
De schutterskoning draagt ook een zilveren vogel, als symbool van zijn overwinning. Deze vogels zijn vaak eeuwenoud en worden samen met de zilveren schilden zorgvuldig bewaard. In veel gevallen ontleent het gilde zijn ouderdom aan deze vogel.

### Koningin
De koning heeft vaak de keuze of hij vergezeld wordt door een koningin. Meestal is het zijn vrouw of vriendin, ook komt het voor dat zijn dochter of moeder de koningin wordt. Op sommige plaatsen kan men enkel koning worden als men op een briefje vooraf zijn koningin aangegeven heeft.
Op steeds meer plaatsen mogen vrouwen tegenwoordig meedoen aan de wedstrijd. Zo kan het gebeuren dat een vrouw schutterskoning wordt. Of zij vervolgens als koningin of toch gewoon als (schutters-) koning wordt aangesproken, verschilt per plaats.

### Keizer
Als een den voegel drijmael naer een ander aff schiet der sal Keijser sijn
Zo luidt een reglement uit 1714 van de schutterij van Mheer. Keizer wordt men dus door driemaal achter elkaar koning te zijn. De portie geluk die men gehad heeft om koning te worden, moet des te male groter zijn om keizer te kunnen worden. Er zijn schutterijen die zelfs nog nooit een keizer gehad hebben. Ook kan het voorkomen dat de vorige keizer al lang overleden is en men nog steeds geen nieuwe keizer heeft. Hierdoor worden soms de regels aangepast, om sneller een keizer te krijgen. Voorbeelden hiervan zijn: "drie maal koning in vijf jaar", "vijf maal koning in zijn leven" of "drie maal koning in zijn leven". Het kan ook voorkomen dat de aftredend koning meerdere schoten per ronde krijgt, om de kans voor hem te vergroten.
In sommige plaatsen wordt men keizer voor het leven, waardoor het kan voorkomen dat verschillende personen keizer zijn. In dat geval wordt de titel pas overgedragen als de huidige keizer overleden is of zelf aftreedt.

### Prins of jeugdkoning
Op sommige plaatsen wordt voor jongeren een aparte wedstrijd gehouden. De leeftijd hiervoor verschilt: bijvoorbeeld "van 8 t/m 16" of "van 16 t/m 25". De winnaar van deze (sub-) wedstrijd wordt prins of jeugdkoning genoemd.

### Burgerkoning
Om deel te mogen nemen, moet men in veel plaatsen lid zijn van de schutterij. Verschillende schutterijen hebben daarom ook een nevenwedstrijd voor burgers en/of ereleden. De winnaar hiervan mag zich daarom burgerkoning noemen. Als enkel leden mogen deelnemen, wordt ook wel expliciet gesproken van schutterskoning.

## Koning der Koningen
Op schuttersfeesten waar verschillende schutterijen elkaar treffen, is ook soms een schietwedstrijd tussen de koningen. De winnaar van deze onderlinge wedstrijd wordt koning der koningen genoemd. Zo wordt elke drie jaar het Europees Schutterstreffen gehouden, waarvan de winnaar zich Europees koning mag noemen. In 2012 vond het EST plaats in Tuchola, Polen. Toon Weijtmanns (64 jaar) van Sint Antonius en Sint Sebastianus uit Udenhout is op 25 augustus 2012 voor drie jaar Europees koning en Bram van Bergen (20 jaar) van het Sebastianusgilde uit Oss is op die dag Europees prins geworden.

## Papegaaischieten
In de Nederlandse gebieden had men tijdens de kruistochten kennisgemaakt met de papegaai. De naam van de vogel kwam uit het Arabisch, waar de vogel babagâ wordt genoemd. De kleurrijke vogel viel in de smaak en werd al spoedig op grote schaal geïntroduceerd aan de vorstelijke hoven van Europa. De papegaai werd in de middeleeuwen in verband gebracht met de maagd Maria. In het ridderlijke Frankrijk was de papegaai de boodschapper van liefdesberichten.

### Orde van de Papegay
In 1975 stelden enkele vooraanstaanden uit het Belgische gildewezen een Europese en autonoom werkende "Orde" in. Dit "Instituut van Verdiensten" was niet gebonden aan enig verbond, federatie of unie. Deze Orde had tot doel:
Diegene te eren en te honoreren, welke door hun inzet of morale steun bijdragen tot de instandhouding en uitstraling der schutsbroederschappen en/of -gilden, of die zich verdienstelijk maakten bij de culturele of sociale werking van deze verenigingen welke behoren tot het volksculturele patrimonium van Europa.
De Orde richt zich uitsluitend tot die verenigingen die een historisch verantwoord verleden als "Gilde, schutsbroederschap of schutterij" kunnen aantonen, waarbij het wapen dat beoefend wordt, handboog, kruisboog of buks mag zijn. De Orde tracht tevens, al naargelang haar mogelijkheden, deze gilden of schutterijen te steunen in de handhaving of de uitbouw van hun erfdeel. In verband met de hoge eer verbonden aan de koningspapegaai werd de Orde genoemd "Orde van de Papegay".